# Silverstein
Silverstein (pronunciat Silver-steen) és un grup post-hardcore de 5 membres de Burlington, Ontario. El nom de la banda es va treure del famós autor Shel Silverstein.

## Membres

### Membres Actuals
- Shane Told - cantant
- Neil Boshart - Guitarra
- Josh Bradford - Guitarra
- Bill Hamilton - Baix
- Paul Koehler - Bateria

### Antics Membres
- Richard McWalter - Guitarra

## Discografia

### Àlbums
| Títol                       | Data de llançament   | Discografia     | U.S. Billboard 200 Peak | Top Independent Albums |
| --------------------------- | -------------------- | --------------- | ----------------------- | ---------------------- |
| When Broken Is Easily Fixed | 20 de Maig del 2003  | Victory Records | -                       | 45                     |
| Discovering the Waterfront  | 16 d'Agost del 2005  | Victory Records | 34                      | 3                      |
| Arrivals & Departures       | 3 de Juliol del 2007 | Victory Records | 25                      | 1                      |

### EPs
- Summer's Stellar Gaze (EP) 29 d'agost del 2000
- When the Shadows Beam (EP) 26 d'abril del 2002

### Compilacions
| Títol                       | Data de sortida     | Discogràfica    | U.S. Billboard 200 Peak | Top Independent Albums |
| --------------------------- | ------------------- | --------------- | ----------------------- | ---------------------- |
| 18 Candles: The Early Years | 30 de Maig del 2006 | Victory Records | 148                     | 10                     |

### Singles/Senzills
| Any  | Títol                           | Posicions a la llista | Posicions a la llista | Àlbum                       |
| Any  | Títol                           | Hot 100 1             | Modern Rock Tracks    | Àlbum                       |
| ---- | ------------------------------- | --------------------- | --------------------- | --------------------------- |
| 2004 | "Giving Up"                     | -                     | -                     | When Broken is Easily Fixed |
| 2005 | "Smashed Into Pieces"           | -                     | -                     | When Broken is Easily Fixed |
| 2005 | "Bleeds No More"                | -                     | -                     | When Broken is Easily Fixed |
| 2006 | "Smile in Your Sleep"           | -                     | -                     | Discovering the Waterfront  |
| 2006 | "Discovering the Waterfront"    | -                     | -                     | Discovering the Waterfront  |
| 2006 | "My Heroine"                    | -                     | -                     | Discovering the Waterfront  |
| 2007 | "If You Could See Into My Soul" | -                     | -                     | Arrivals & Departures       |
| 2008 | "Still Dreaming"                | -                     | -                     | Arrivals & Departures       |